# Liubomir Petrov
Liubomir Petrov (búlgar: Любомир Петров)  (valor desconegut, 4 d'octubre de 1954) és un remer búlgar, ja retirat, que va competir durant les dècades de 1970 i 1980.
El 1980 va prendre part en els Jocs Olímpics d'Estiu de Moscou, on va guanyar la medalla de bronze en la competició del quàdruple scull del programa de rem. Formà equip amb Mintxo Nikolov, Ivo Roussev i Bogdan Dobrev. Durant la seva carrera esportiva va participar en diverses edicions del Campionat del Món de rem, competició en què destaca la medalla de bronze aconseguida el 1977.